# Екстраполяція

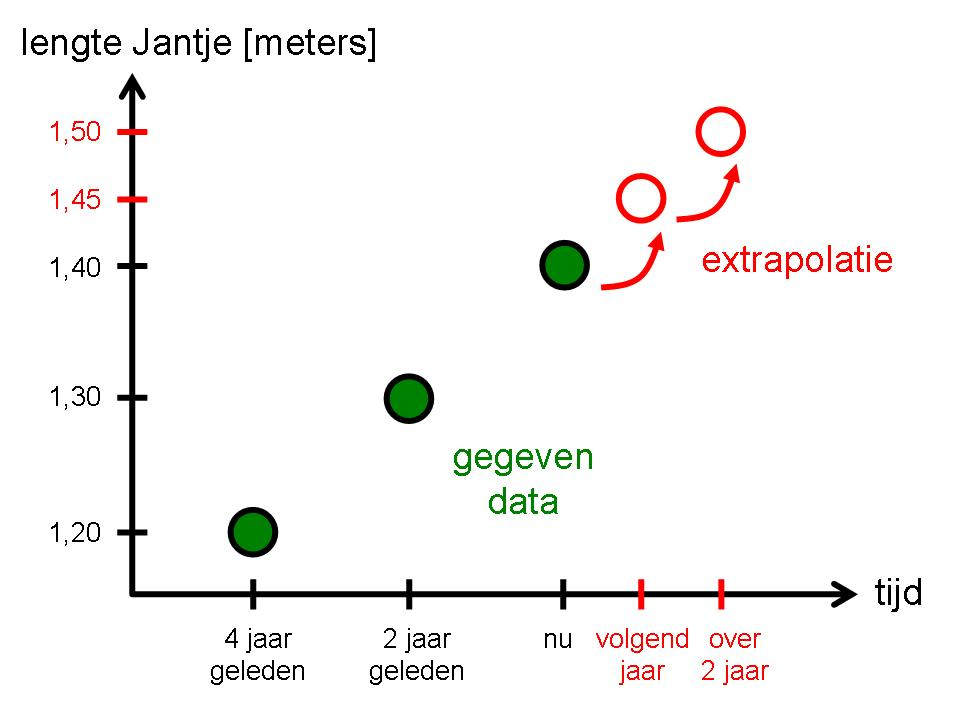

Екстраполяція — наближення (приближення), знаходження за рядом даних значень функції інших її значень, що містяться поза цим рядом.
Екстраполяція у тварин — здатність правильно передбачати хід якої-небудь події завдяки встановленню найпростіших зв'язків між явищами зовнішнього середовища.
Екстраполювати (англ. extrapolate, нім. extrapolieren) — поширювати висновки, одержані щодо однієї частини якоїсь системи, на іншу частину тієї самої системи.